# Robin Williams (académico)
Robin Williams (13 de noviembre de 1952) es profesor de Estudios de Ciencia, Tecnología e Innovación en la Universidad de Edimburgo, Escocia, y director del Instituto para el Estudio de la Ciencia, la Tecnología y la Innovación. Es un investigador interdisciplinario en el campo de los Estudios de Ciencia y Tecnología y contribuyó ampliamente al estudio de ‘El moldeamiento social de la ciencia’ (Social Shaping of Technology), estudiando la interrelación entre los factores ‘sociales’ y ‘técnicos’ en el diseño e implementación de un rango de tecnologías.

## Biografía
Después de obtener su PhD en Aston University en 1980, Robin Williams se quedó en ésta Universidad como investigador asociado en la Unidad de Política Tecnológica por 6 años más. En 1986 se vinculó al Centro de Investigación para las Ciencias Sociales (RCSS) en la Universidad de Edimburgo y coordinó el Centro PICT de Edimburgo, uno de los seis centros de investigación establecidos bajo el programa del ESRC sobre Tecnologías de Información y Comunicación (1986 - 1995). Durante este tiempo, el Dr Robin y otros investigadors en el Centro PICT de Edimburgo, publicaron sobre temas relacionados con aspectos sociales, económicos y políticos del diseño e implementación de la tecnología. Concluyendo los resultados de investigación de una década, Robin Williams y David Edge publicaron un artículo ampliamente reconocido en el campo de los Estudios de Ciencia y Tecnología, sobre el 'Moldeamiento Social de la Ciencia’. Finalmente, llegó a ser director del RCSS en 1997.
En 2001, Robin Williams estableció el Instituto para el Estudio de la Ciencia, la Tecnología y la Innovación (ISSTI) para congregar a grupos de académicos y a investigadores individuales a lo largo de la Universidad de Edimburgo que estaban inmiscuidos en investigación, enseñanza y transferencia de conocimiento sobre aspectos políticos y sociales de la ciencia, la tecnología y la innovación.

## Libros
- Software and Organisations: The Biography of the Enterprise-Wide System - Or how SAP Conquered the World (2009), Routledge, con Neil Pollock
- Social Learning in Multimedia (2005), Edward Elgar, con Stewart and Slack
- Policies for Cleaner Technology: A New Agenda for Government and Industry (1999), Earthscan, con Clayton & Spinardi
- The Social Shaping of Information Superhighways: European and American Roads to the Information Society (1997), Campus Verlag, coeditó Kubicek & Dutton
- Expertise and innovation: Information technology strategies in the financial services sector (1994), Clarendon Press, Oxford, con Fincham, Fleck, Proctor, Scarbrough & Tierney